# 索尔费里诺战役
索尔费里诺战役（法語：Bataille de Solférino），发生于1859年6月24日，拿破仑三世率领的法国军队和維托里奧·埃馬努埃萊二世率领的薩丁尼亞王國军队组成了法国-撒丁联军与奥地利帝国开战，并在战斗中最终获胜。弗朗茨·约瑟夫一世皇帝率领的奥地利军队战败。这是世界历史上最后一场由各国君主亲自指挥作战的重大战役。超过25万名士兵（约13万名奥地利士兵和总计12.9万人的法国士兵和皮埃蒙特-撒丁联军士兵）参加了这一重要战役。这次战役之后，奥地利皇帝便不再直接指挥军队了。
撒丁岛战争的爆发于当时属于奥地利的伦巴第大区和威尼托省，意大利的反抗军支持撒丁岛王国，法国皇帝拿破仑三世也对反抗表示支持。
1859年4月29日，奥地利人入侵了皮埃蒙特，古莱伯爵指挥。奥地利军队很快确定了从比耶拉到帕维亚的长途进攻路线，但在几次失败之后回到了提契诺州。 6月4日，奥地利军队投入了马真塔战役，但被敌方盟军击败。在米兰和梅莱尼亚诺失败之后，奥地利人进一步向明西奥（Mincio）靠拢，丢失了几乎所有的伦巴第地区。6月18日又一次失败后，古莱将军被召回，此后，年轻的奥地利皇帝弗朗兹·约瑟夫（Franz Joseph）到达了战区，名义上承担了最高部队指挥权。Heinrich von Hess将军继续负责重新组建并加强奥地利军队的作战管理。

## 战爭經過
索尔费里诺战役是意大利第二次独立战争的一场重要战役，也是意大利复兴运动的关键一步。这场战争的地缘政治背景是民族主义者努力统一被法国、奥地利、西班牙和教皇国分而治之的意大利。战斗发生在位于意大利米兰和维罗纳之间的索尔费里诺附近。 
当时奥地利军队正在穿越意大利北部，而法国和皮埃蒙特-撒丁部队阻挡了他们前进的步伐，双方发生冲突。战斗异常激烈，共持续了9个多小时，3000多名奥地利士兵死亡，10807人受伤，8638人失踪或被俘。联军也损失惨重，共有2492人死亡，12512人受伤，2922人被俘或失踪。有关双方的受伤或垂死士兵被枪杀或刺死的报道更增加了这次战役的恐怖程度。最终，奥地利部队被迫撤军，法国-意大利联军获得了战术上的胜利，但也付出了巨大代价。

## 影响
拿破仑三世被伤亡人数所触动，并且他早在1852年就表示过“法兰西帝国代表和平”，再加上来自普鲁士的威胁和国内罗马天主教徒的抗议，他决定于1859年7月12日签署自由镇（Villafranca）停火协议，结束这场战争。意大利人赢得了伦巴第，但未能進一步收復威尼西亞地区，而且他们对拿破仑三世的表现失望透顶。加富尔伯爵原堅持繼續對奧地利進行軍事行動，受到伊曼紐二世所拒，因此愤而辞职。1861年意大利王国成立。 
这场战役对未来军事行动的开展产生了深远的影响。让亨利·杜南亲眼见证了这场战役，他目睹了战场上受伤士兵的痛苦，萌生了开展一项运动的想法，而这场运动最终促成了《日内瓦公约》的通过和国际红十字运动的创立。